# Thomas Henry Ismay
Thomas Henry Ismay (7 de enero de 1837 – 23 de noviembre de 1899) fue el fundador de la compañía naviera Oceanic Steam Navigation Company (Compañía Oceánica de Navegación a Vapor), más comúnmente conocida como la White Star Line. Su hijo, Joseph Bruce Ismay viajó en el viaje inaugural del transatlántico RMS Titanic en 1912, sobreviviendo a la tragedia del hundimiento.